# Carbamoylphosphat
Carbamoylphosphat ist das gemischte Anhydrid der Phosphorsäure und der Carbaminsäure und spielt bei verschiedenen Stoffwechselvorgängen eine große Rolle. Es ist eine Zwischenstufe beim Abbau von Stickstoffverbindungen beim Harnstoffzyklus und dient als Ausgangssubstanz für die Biosynthese von Pyrimidinen.
Im Harnstoffzyklus wird es in den Mitochondrien in einer komplexen Reaktion aus Hydrogencarbonaten, Ammoniak und Phosphaten und ATP als Energielieferant dargestellt. Bei der Synthese dient das Enzym Carbamoylphosphatsynthetase I als Biokatalysator.
{\displaystyle \mathrm {HCO_{3}^{-}+ATP\longrightarrow } } {\displaystyle \mathrm {ADP+HO{-}COO{-}PO_{3}^{2-}} }
{\displaystyle \mathrm {HO{-}COO{-}PO_{3}^{2-}+NH_{3}+OH^{-}\longrightarrow } } {\displaystyle \mathrm {HPO_{4}^{2-}+H_{2}N{-}COO^{-}+H_{2}O} }
{\displaystyle \mathrm {H_{2}N{-}COO^{-}+ATP\longrightarrow } } {\displaystyle \mathrm {ADP+H_{2}N{-}COO{-}PO_{3}^{2-}} }
Bei der Synthese von Pyrimidinen erfolgt die Synthese mit Hilfe der Carbamoylphosphatsynthetase II im Zytosol, wobei Glutamin als Ausgangsstoff eine Rolle spielt.